# Biglione
Il biglione  o billone è una lega di argento (a volte oro) con un contenuto elevato di metallo non prezioso (come rame). La parola probabilmente viene dal francese billon, la forma maggiorativa di bille (sfera). Il termine mistura è stato utilizzato più recentemente come sinonimo.
Il biglione può contenere anche metalli differenti, come per esempio stagno e zinco.
È usato principalmente per coniare monete, medaglie e gettoni.

## Monete
Nei periodi di inflazione, come ad esempio nel III secolo a Roma o intorno al 1620 nell'Impero degli Asburgo, le monete d'argento, tramite la costante riduzione graduale del contenuto di argento, diventarono monete di biglione.
Fra gli esempi di monete coniate direttamente in tale lega, vi sono gli ardit emessi in Catalogna nel XVI secolo e XVII secolo, ed alcune monete divisionali, quali i pezzi da 5, 10 e 20 Rappen (centesimi) emessi dal 1850 al 1877 in Svizzera, la monetazione settecentesca veneziana con i pezzi da 5, 10 e 15 soldi (introdotta negli anni Venti del secolo) e delle monete del valore di  ½, 1, 2½, e 7½ soldi del Regno di Sardegna del XVIII secolo. Durante il regno di Vittorio Amedeo III furono coniate in tale lega anche le monete da 10 e 20 soldi.